# Ursula Knab
Ursula Knab, född 22 november 1929 i Heidelberg, död 23 maj 1989 i Karlsruhe, var en tysk friidrottare.
Knab blev olympisk silvermedaljör på 4 x 100 meter vid sommarspelen 1952 i Helsingfors.